# Tillandsia 'J. R.'
Tillandsia 'J. R.' es un  cultivar híbrido del género Tillandsia perteneciente a la familia  Bromeliaceae.
Es un híbrido creado con las especies Tillandsia stricta × Tillandsia geminiflora.